# Херсилия
Херсилия (на латински: Hersilia) в римската митология е съпруга на Ромул, основателят и първият цар на Рим.
Тя е една от сабинянките и му ражда Прима и Авилий.